# Jean Benner

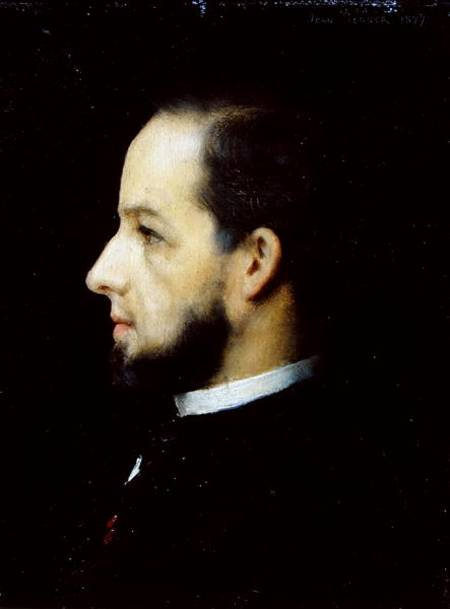
Jean-Jacques Henner, Ritratto di Jean Benner 1877

Jean Benner (Mulhouse, 28 marzo 1836 – Parigi, 28 ottobre 1906) è stato un pittore francese.

## Biografia
Nato in una famiglia di artisti, Jean Benner era fratello gemello di Emmanuel Benner il Giovane che divenne anch'egli pittore. Si fece notare per dipinti con fiori e paesaggi, più tardi si dedicò anche ai ritratti, alle nature morte e alle scene di genere.

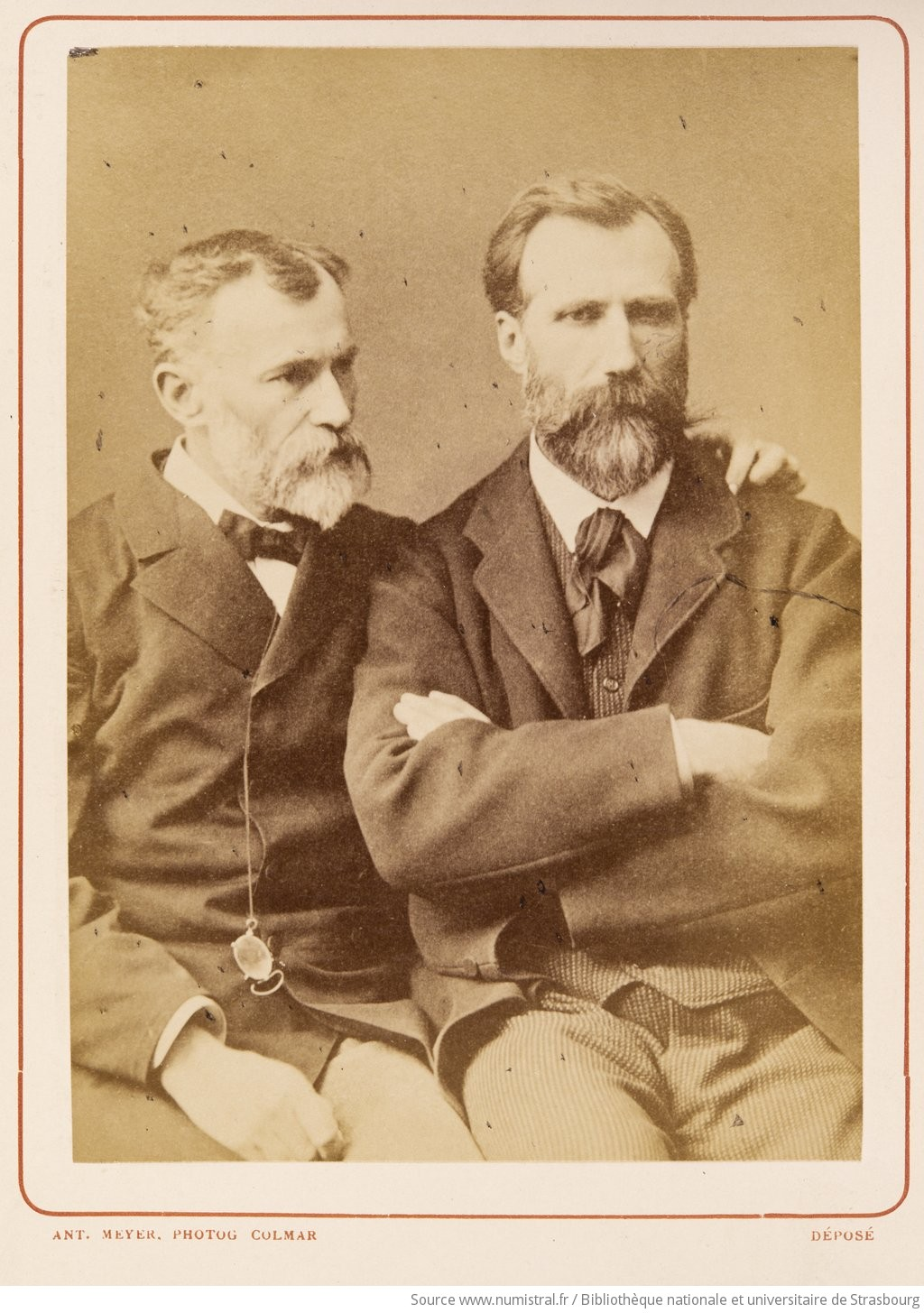
Emmanuel e Jean Benner

Come primo impegno lavorativo e seguendo la tradizione di famiglia, i fratelli Benner furono impiegati  a Mulhouse come disegnatori, in una fabbrica di stoffe. Jean studiò a Parigi, all'École nationale supérieure des beaux-arts, sotto la guida di Léon Bonnat e di Ernest Hébert. Espose per la prima volta al Salon di Parigi, nel 1868, meritando la medaglia del primo premio, per il dipinto Le repos (Il riposo). Jean Benner divenne amico di un altro pittore alsazziano, Jean-Jacques Henner.
Durante i soggiorni a Capri, dove si recò per la prima volta nel 1866, Jean Benner dipinse Dopo la burrasca a Capri (1872), Ragazza di Capri e Ragazzo in "reverie". Sull'Isola di Capri si dava convegno  una nutrita colonia di pittori stranieri, tra cui Frederic Leighton, Walter McLaren, John Singer Sargent, Édouard Sain, George Randolph Barse e Sophie Gengembre Anderson, affascinati dal paesaggio mediterraneo, dalla vita semplice e schietta e dalla luce del Golfo di Napoli. I capresi, che erano pescatori e agricoltori, erano visti come gli abitanti di un luogo felice e incontaminato.
A Capri Jean Benner s'innamorò e sposò Margherita Pagano, figlia del locandiere e notaio caprese Giuseppe Pagano che era stato uno degli scopritori della Grotta Azzurra - ma la grotta era già ben nota ai capresi. Benner ebbe da Margherita quattro figli: Elise, morta bambina, Emmanuel-Michel conosciuto come Many Benner, Marguerite e Jeanne. I tre figli che divennero adulti furono pittori.
È sepolto nel Cimitero di Père-Lachaise.

### Altri dipinti
- Rose malvone, Museo di arte e archeologia (Senlis)
- Briseide piange sul corpo di Patroclo, 1878, Castello di Nemours
- Casa a Capri, 1881, Museo di belle arti (Pau)
- Pescatori, Museo d'arte moderna André Malraux (Le Havre)
- Estasi, ante 1896, Museo di arte moderna e contemporanea (Strasburgo)
- Ritratto di Emmanuel Benner, Musée des beaux-arts (Nantes)
- Salomè, 1899, Musée des beaux-arts (Nantes)

## Galleria d'immagini

Dipinti di Jean Benner
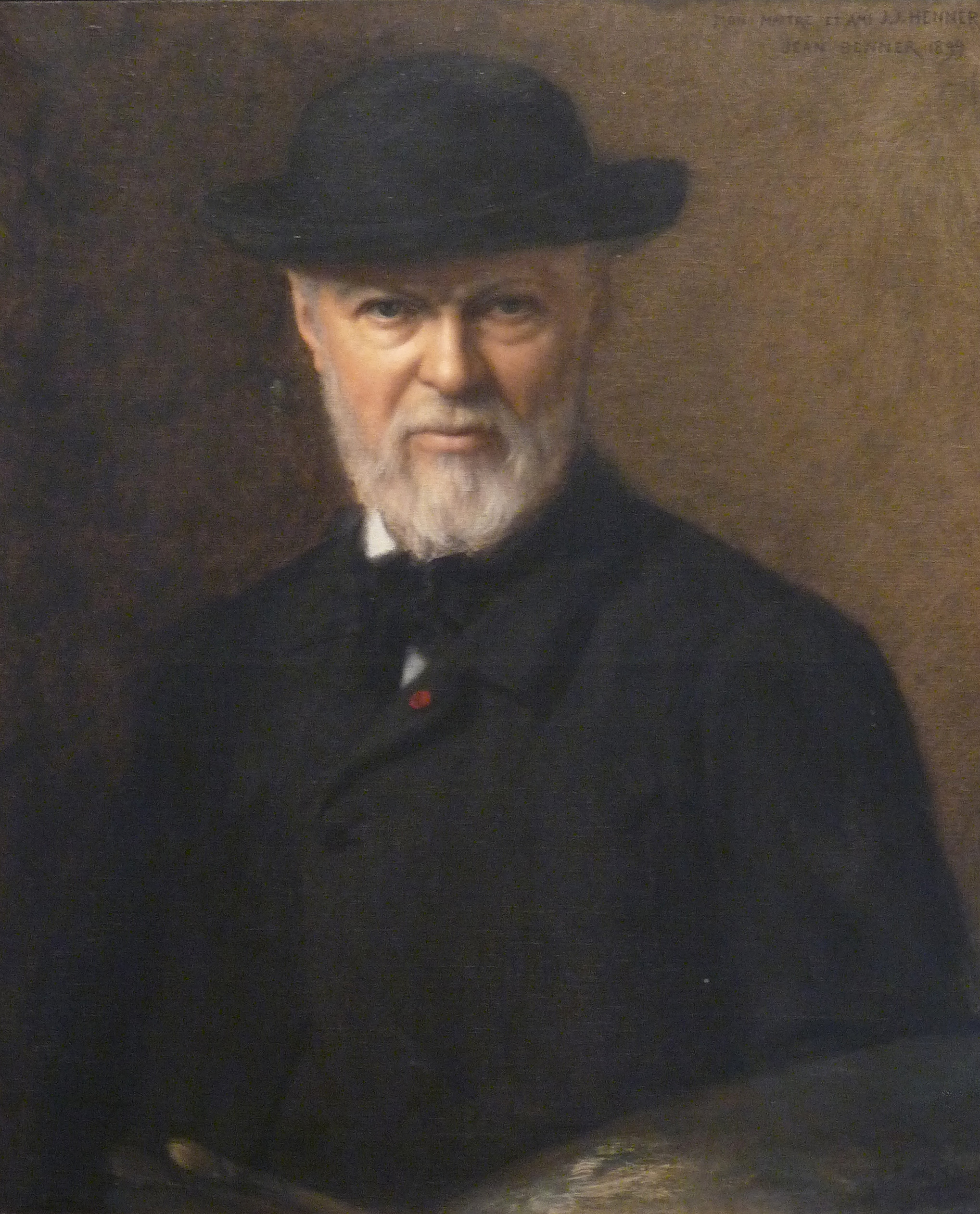
Ritratto di Jean-Jacques Henner, 1899 Musée des beaux-arts (Mulhouse)
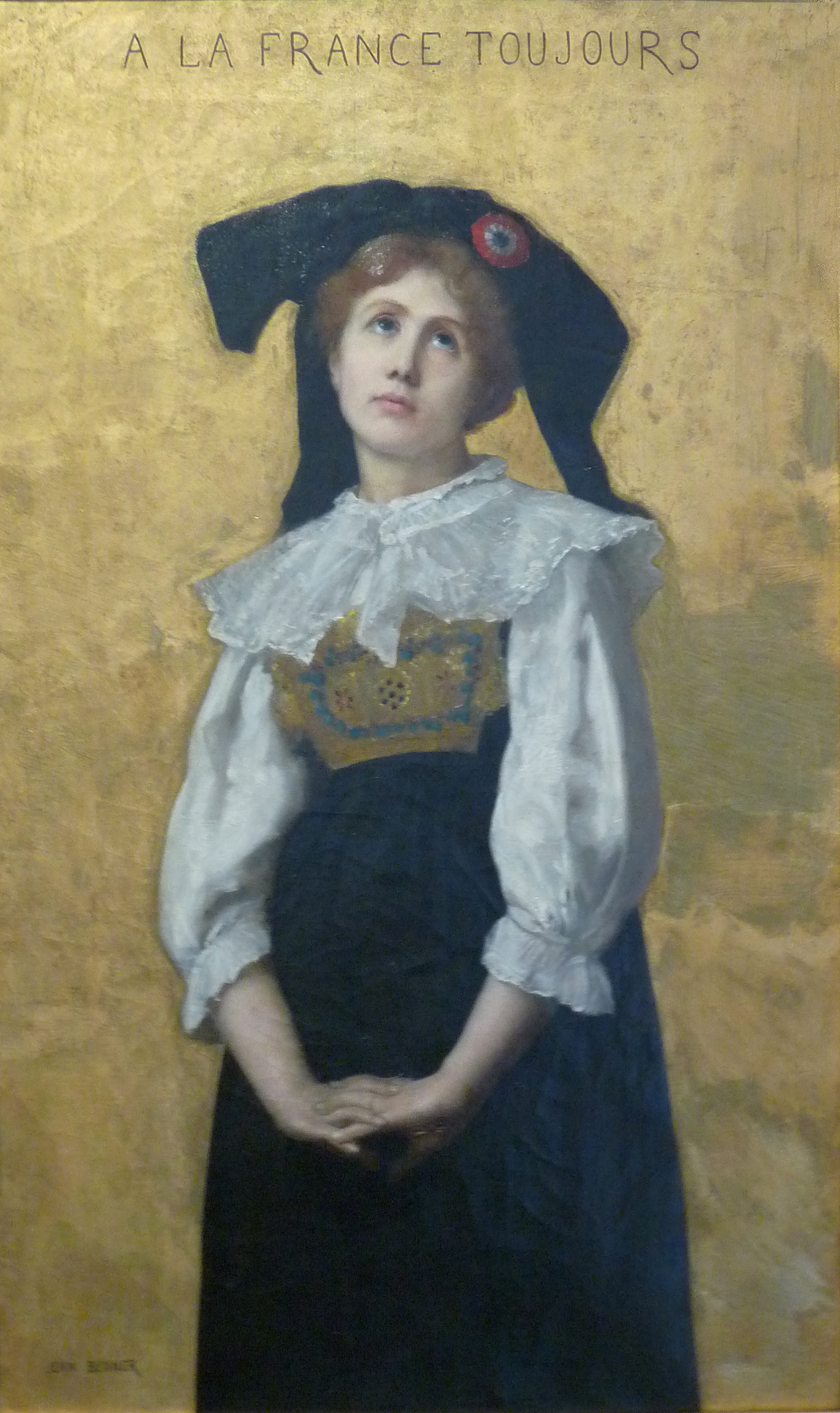
À la France toujours, 1906, Musée des beaux-arts (Mulhouse)
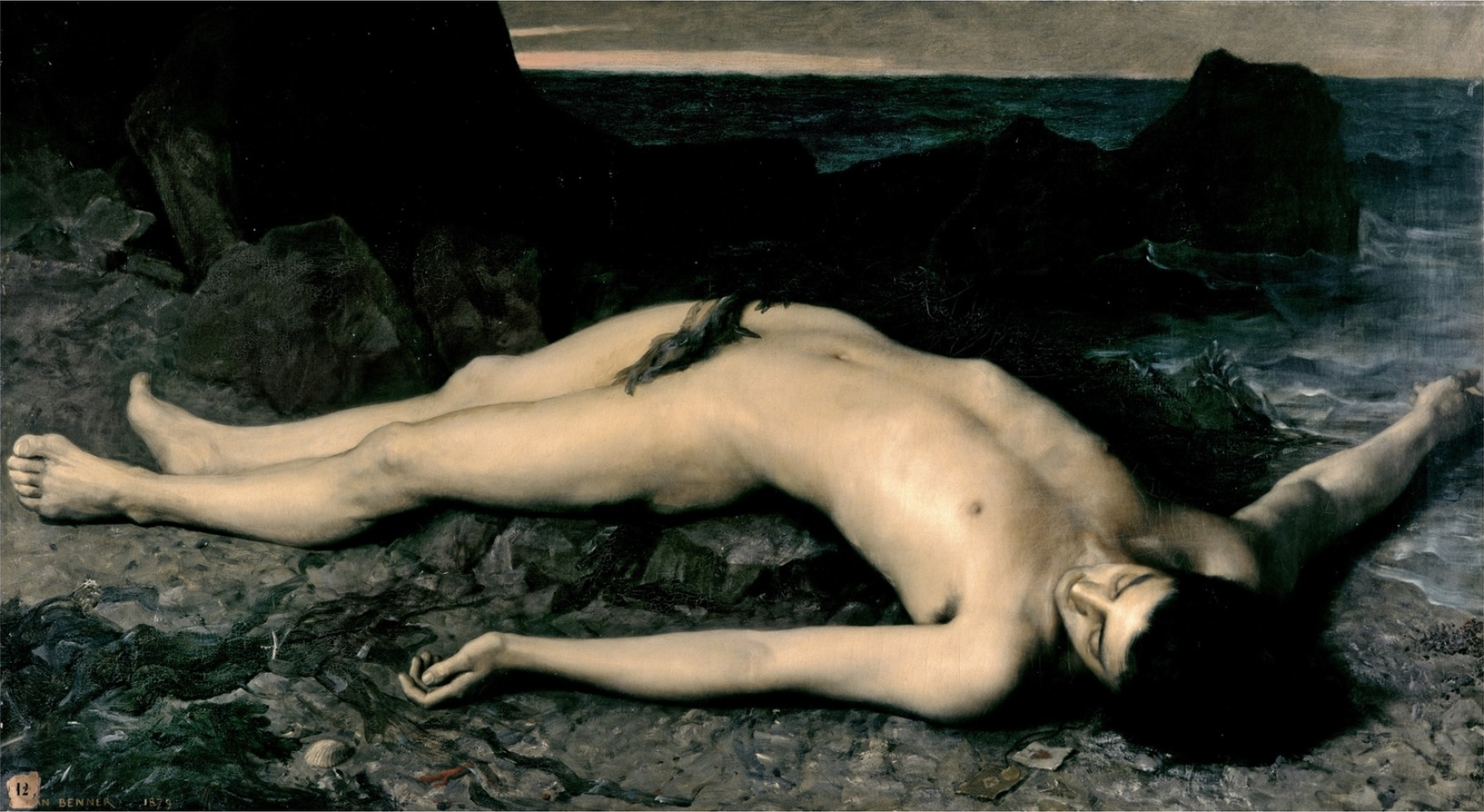
Il relitto o l'italiano, 1879, Musée Petiet de Limoux
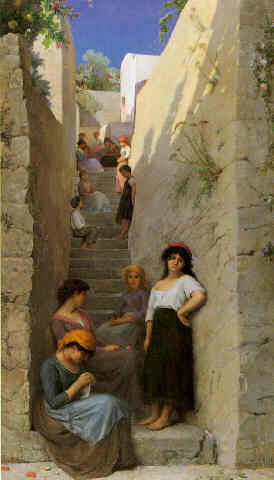
Angolo d'ombra a Capri
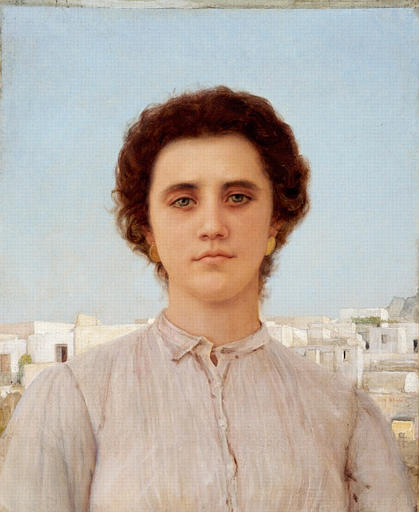
Ragazza di Capri, 1906, Musée des beaux-arts (Nantes)
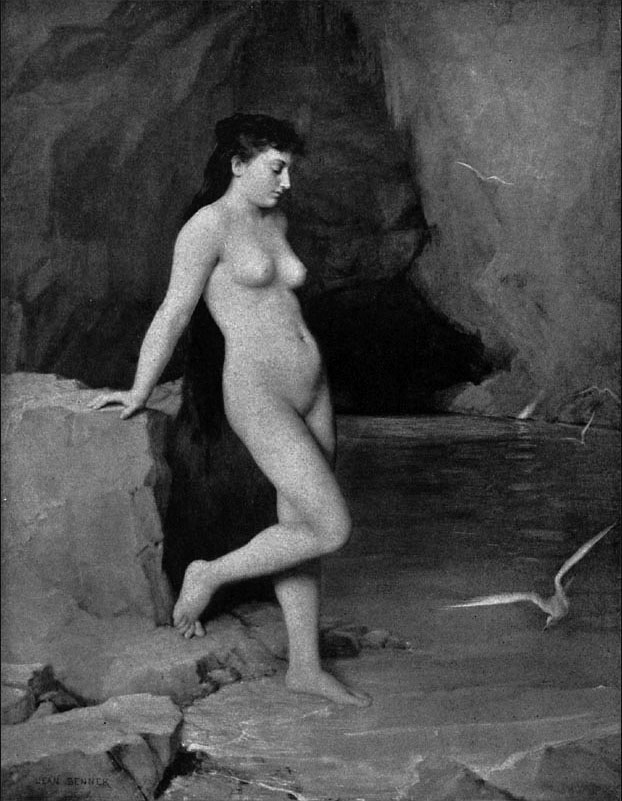
Ninfa della Grotta Azzurra, 1878
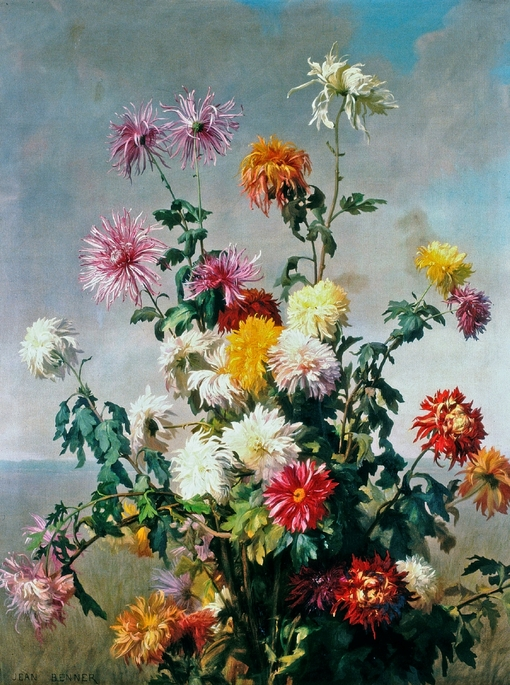
Fiori